# Ereuniidae
Los Ereuniidae son una familia de peces marinos, dentro del orden Scorpaeniformes, distribuidos por el océano Pacífico occidental.
Su nombre es dudoso si procede del griego ereyn (atrapar) o bien del griego ereyna (consulta).

## Morfología
Una característica es que tienen la aleta pectoral con los cuatro radios pectorales inferiores libres, como en los triglidos; con escamas ctenoides espinosas en el cuerpo y espinas en el preopérculo, no como una cornamenta.

## Distribución y hábitat
Son especies de aguas marinas profundas, distribuidos frente a Japón en la costa oeste del océano Pacífico.

## Géneros y especies
Existen solo tres especies reconocidas:
- Género Ereunias Jordan & Snyder, 1901
  - Ereunias grallator Jordan & Snyder, 1901
- Género Marukawichthys Sakamoto 1931
  - Marukawichthys ambulator Sakamoto, 1931
  - Marukawichthys pacificus Yabe, 1983